# Abracadabra (Giovanna)
Abracadabra è un singolo di Giovanna, in duetto con Marc Norant, con testo di Paolo Limiti, pubblicato nell'aprile 2017 dalla Kicco. Il brano è una cover del brano interpretato da Viola Valentino nel 2015.

## Tracce
1. Abracadabra (Paolo Limiti, G. Nocetti)